# Dzielec (496 m)
Dzielec (496 m) – szczyt wznoszący się w miejscowościami Nowe Rybie w województwie małopolskim, w powiecie limanowskim, w gminie Limanowa. Znajduje się na zachodnim końcu ciągu wzgórz ciągnącym się od Jaszczurówki (538 m), przez bezimienne wzgórza 482 m i 503 m. Według Jerzego Kondrackiego, autora naukowo opracowanej regionalizacji geograficznej Polski wzgórza te znajdują się na Pogórzu Wiśnickim.
Dzielec to niewielkie wzniesienie, w górnej części porośnięte lasem. Zachodnie stoki opadają do doliny Rybskiego Potoku, wschodnie i północne do doliny Tarnawki. Nie prowadzi przez nie żaden znakowany szlak turystyczny.